# Himlafenomen
Himlafenomen är händelser som utspelar sig på himlen, himlavalvet. 
Under medeltiden tolkades ofta sådana som omen, men sedan renässansen har människan upptäckt naturvetenskapliga förklaringar till de allra flesta.

## Exempel
- Kometer
- Meteorer ("stjärnfall")
- Meteorregn
- Månförmörkelser
- Solförmörkelser
- Soluppgångar
- Himlakroppar
- Norrsken
- Regnbågar
- Vädersolar
- Moln
- Åska